# BMW S14
BMW S14是德國BMW公司生產的一具 2.3 L（2302cc）DOHC 16 汽門的直列四缸引擎。這具引擎被運用在該公司 E 30 M3車系之上。S14基本上是由BMW M10的引擎本體配上M88/S38 DHOC的汽缸頭（削減掉兩缸）而成的。它是四喉直噴的型式，有195 PS（143 kW/192 hp）或者沒有觸媒轉換器的200 PS（147 kW/197 hp）兩種動力輸出。特殊調校過的S14 EVO能額外再多輸出20 PS。2.3 L的版本缸徑為93.4 mm、衝程為 84mm。
這具引擎的諸種變形，包括了限量版、針對賽車規格檢查需求的 2.5L（2467 cc）Sport Evo，以及 2.0 L（1990 cc）將衝程降低至 72.6 m m的版本（通常誤述為加上了缸套或者是降低缸徑。此版本乃是為320is而生，即特別為了葡萄牙及義大利市場所推出的運動版車型）。有個方法可以很快的區分320is和E 30 M3的差別－ 320is沒有爆龜輪拱。